# Wetardvärguv
Wetardvärguv (Otus tempestatis) är en fågel i familjen ugglor inom ordningen ugglefåglar.

## Utbredning och systematik
Arten förekommer på ön Wetar i Små Sundaöarna. Den behandlades tidigare som underart till moluckdvärguv (Otus magicus) men urskiljs allt oftare som egen art.

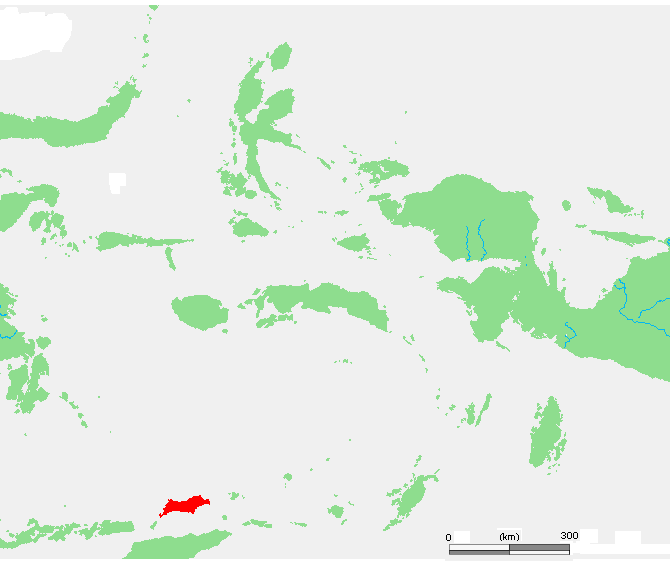
Fågeln förekommer endast på ön Wetar i Små Sundöarna.

## Status
Arten har ett begränsat utbredningsområde, men beståndet anses vara stabilt. Den kategoriseras av IUCN som livskraftig.